# Bahua
Bahua är en ort i Indien.   Den ligger i distriktet Fatehpur och delstaten Uttar Pradesh, i den centrala delen av landet, 500 km sydost om huvudstaden New Delhi. Bahua ligger 123 meter över havet och antalet invånare är 10 243.
Terrängen runt Bahua är mycket platt. Runt Bahua är det tätbefolkat, med 442 invånare per kvadratkilometer. Det finns inga andra samhällen i närheten. Trakten runt Bahua består till största delen av jordbruksmark.